# Nacional Esporte Clube
Nacional Esporte Clube é uma agremiação esportiva brasileira da cidade de Itumbiara, no estado de Goiás, fundada a 13 de maio de 1952. Mandava seus jogos no Estádio JK com capacidade para 30.000 pessoas. Foi campeão estadual goiano da 2ª divisão nos anos de 1967, 1981 e 1983.
Devido a irregularidades, em 1985 perde seus pontos e afasta-se do futebol profissional.

## Campanhas

### Última Campanha no Goianão
O Campeonato Goiano de Futebol de 1984 foi o último campeonato que o Nacional Esporte Clube atuou até o seu término. A equipe conseguiu manter-se na primeira divisão fazendo um modesto campeonato estadual acabando em 9º lugar com 19 pontos ganhos; foram 22 jogos, 06 vitórias, 07 empates e 09 derrotas. A equipe base de 1984, Zé Roberto, Paulão, Junior, Paulo Rocha, Bareta e Humberto; Tarinho, Tonhão, Carlinhos e Amarildo e Adilson; Técnico: Sudaco.

### Campanha no Brasileirão
Ganhou o direito de disputar o Campeonato Brasileiro de Futebol de 1984 - Série B sendo eliminado na 1ª fase da competição pelo Uberlândia. O Uberlândia só não foi campeão invicto da competição em 1984 porque foi derrotado pelo Nacional em Itumbiara por dois a um no jogo de volta;
- Campeonato Brasileiro Série B: 22º lugar em 1984

## Títulos

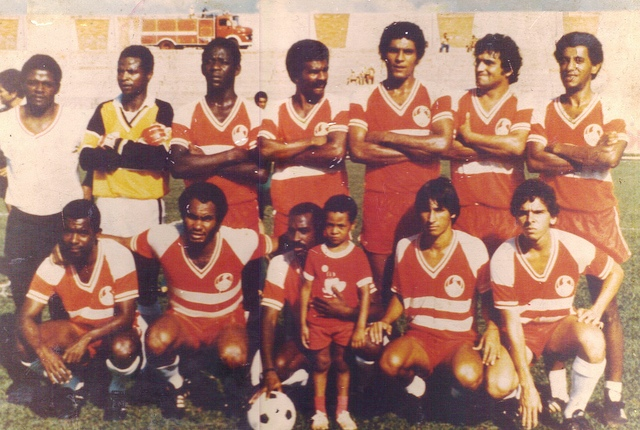
Nacional Esporte Clube, jogando contra a equipe da Jataiense, pelo Campeonato Goiano de 1984, no Estádio JK.

| ESTADUAIS | ESTADUAIS                             | ESTADUAIS | ESTADUAIS         |
|           | Competição                            | Títulos   | Temporadas        |
| --------- | ------------------------------------- | --------- | ----------------- |
|           | Campeonato Goiano - Divisão de Acesso | 3         | 1967, 1981 e 1983 |

## Rankings

### da CBF
- CBF-2005 - Posição: 172º
- Pontuação: 20 pontos.
- CBF-2013: Não é mais equipe rankeada

### do Goiano até 2012
- Posição: 26º [3]
- Pontuação: 206 pontos

## Uniformes dos jogadores
Seu uniforme é composto de camisa vermelha com duas listras horizontais brancas, calção vermelho e meias brancas.